# Grammy Latino de Canção do Ano
O Grammy Latino de Canção do Ano é entregue anualmente desde 2000, quando a cerimônia de premiação foi instituída. O prêmio é entregue exclusivamente aos compositores, e para ser indicada uma canção precisa conter pelo menos cinquenta e um por cento (51%) de sua letra cantada em língua espanhola ou portuguesa e deve também ser inédita.
Alejandro Sanz é o compositor mais premiado da categoria, com quatro vitórias em doze indicações. Andrés Castro, Jorge Drexler, Luis Fonsi, Shakira e Carlos Vives receberam o prêmio duas vezes. Em 2017, o artista colombiano Maluma se tornou o primeiro compositor a ter três canções indicadas no mesmo ano, com "Chantaje", "Felices los 4" e "Vente Pa' Ca". Claudia Brant, Angie Chirino, Joy Huerta (da banda mexicana Jesse & Joy), Natalia Lafourcade, Shakira, e Mónica Vélez são as únicas escritoras mulheres a serem premiadas. Em 2023, Shakira se tornou a primeira artista da história a receber três indicações para a categoria no mesmo ano com "TQG", "Acróstico" e "Shakira: Bzrp Music Sessions, Vol. 53", vencendo pelo último. 

## Vencedores e indicados
| Ano  | Compositor(es)                                                                                  | Obra                                    | Artista(s)                                                     | Indicados |
| ---- | ----------------------------------------------------------------------------------------------- | --------------------------------------- | -------------------------------------------------------------- | --- |
| 2000 | Roberto Blades Angie Chirino Marc Anthony Cory Rooney                                           | "Dímelo"                                | Marc Anthony                                                   | - Juan Luis Guerra – "El Niágara en Bicicleta" (Guerra) - Juan Carlos Calderón – "O Tú o Ninguna" (Luis Miguel) - Fito Páez – "Al Lado del Camino" (Páez) - Martín Madera – "Fruta Fresca" (Carlos Vives) |
| 2001 | Alejandro Sanz                                                                                  | "El Alma al Aire"                       | Alejandro Sanz                                                 | - Francisco Céspedes – "Dónde Está la Vida" (Céspedes) - Alejandro Lerner – "Amarte Así" (Lerner) - Juanes – "Fíjate Bien" (Juanes) - Estéfano – "Y Yo Sigo Aquí" (Paulina Rubio) |
| 2002 | Alejandro Sanz                                                                                  | "Y Sólo Se Me Ocurre Amarte"            | Alejandro Sanz                                                 | - Miguel Bosé, Lanfranco Ferrario, Massimo Grilli – "Morenamia" (Bosé) - Sergio George, Fernando Osorio – "La Negra Tiene Tumbao" (Celia Cruz) - Juanes – "A Dios le Pido" (Juanes) - Andrés Castro, Martín Madera, Carlos Vives – "Déjame Entrar" (Vives) |
| 2003 | Juanes                                                                                          | "Es Por Ti"                             | Juanes                                                         | - Jorge Villamizar – "Caraluna" (Bacilos) - Jorge Villamizar e Sergio George – "Mi Primer Millón" (Bacilos) - Natalia Lafourcade – "En el 2000" (Lafourcade) - Franco De Vita – "Tal Vez" (Ricky Martin) |
| 2004 | Alejandro Sanz                                                                                  | "No Es Lo Mismo"                        | Alejandro Sanz                                                 | - Emmanuel del Real – "'Eres" (Café Tacvba) - Kevin Johansen – "La Procesión" (Johansen) - Robi Draco Rosa, Luis Gómez Escolar, Itaal Shur – "Más y Más" (Rosa) - Julieta Venegas e Coti Sorokin – "Andar Conmigo" (Venegas) |
| 2005 | Alejandro Sanz                                                                                  | "Tu No Tienes Alma"                     | Alejandro Sanz                                                 | - Bebe – "Malo" (Bebe) - Elsten Torres, Obie Bermúdez – "Todo el Año" (Bermúdez) - Jorge Drexler – "Al Otro Lado del Río" (Drexler) - Aleks Syntek – "Duele el Amor" (Syntek feat. Ana Torroja) |
| 2006 | Shakira Luis F. Ochoa                                                                           | "La Tortura"                            | Shakira feat. Alejandro Sanz                                   | - Ricardo Arjona – "Acompáñame a Estar Solo" (Arjona) - Amaury Gutiérrez – "Nada Es Para Siempre" (Luis Fonsi) - Lena – "Tu Corazón" (Lena) - Ricardo Montaner e Pablo Manavello – "Cuando a Mi Lado Estás" (Montaner) |
| 2007 | Juan Luis Guerra                                                                                | "La Llave de Mi Corazón"                | Juan Luis Guerra                                               | - Belinda, Nacho Peregrín e Kara DioGuardi – "Bella Traición" (Belinda) - Mario Domm – "Todo Cambió" (Camila) - Franco De Vita – "Tengo" (De Vita) - Fher Olvera – "Labios Compartidos" (Maná) |
| 2008 | Juanes                                                                                          | "Me Enamora"                            | Juanes                                                         | - Café Tacvba – "Esta Vez" (Café Tacvba) - Kany García – "Hoy Ya Me Voy" (García) - Julieta Venegas – "El Presente" (Venegas) - Gian Marco Zignago – "Todavía" (Gian Marco) |
| 2009 | Claudia Brant Luis Fonsi Gen Reuben                                                             | "Aquí Estoy Yo"                         | Luis Fonsi feat. David Bisbal, Noel Schajris e Aleks Syntek    | - Bebe e Carlos Jean – "Me Fuí" (Bebe) - Yoel Henríquez and Jorge Luis Piloto – "Día Tras Día" (Andrés Cepeda) - Alejandro Lerner – "Verte Sonreir" (Lerner) - Jorge Luis Piloto e Jorge Villamizar – "Yo No Sé Mañana" (Luis Enrique) |
| 2010 | Mario Domm Mónica Vélez                                                                         | "Mientes"                               | Camila                                                         | - Rubén Blades – "Las Calles" (Blades) - Jorge Drexler – "Una Canción Me Trajo Hasta Aquí" (Drexler) - Enrique Iglesias e Descemer Bueno – "Cuando Me Enamoro" (Iglesias feat. Juan Luis Guerra) - Alejandro Sanz e Tommy Torres – "Desde Cuándo" (Sanz) |
| 2011 | Rafa Arcaute Calle 13                                                                           | "Latinoamérica"                         | Calle 13 feat. Totó la Momposina, Susana Baca e Maria Rita     | - Marco Antonio Solís — "¿A Dónde Vamos A Parar?" (Solís) - Jorge Drexler — "Que El Soneto Nos Tome Por Sorpresa (On the Soundtrack Lope)" (Drexler) - Pablo Alborán — "Solamente Tú" (Alborán) - Eric Bazilian, Claudia Brant, Andreas Carlsson, Desmond Child e Ricky Martin — "Lo Mejor de Mi Vida Eres Tú (Ricky Martin feat. Natalia Jiménez) |
| 2012 | Jesse & Joy Tommy Torres                                                                        | "¡Corre!"                               | Jesse & Joy                                                    | - Juan Luis Guerra, Juanes & Joaquín Sabina — "Azul Sabina" (Juanes feat. Joaquín Sabina) - Kiko Cibrián, Gilberto Marín, Julio Ramírez & Mónica Vélez — "Creo en Tí" (Reik) - Carla Morrison — "Déjenme Llorar" (Morrison) - Juan Luis Guerra — "En El Cielo No Hay Hospital" (Guerra) - Jose Luis Latorre, Antonio Orozco e Xavi Pérez — "Estoy Hecho de Pedacitos de Ti" (Antonio Orozco feat. Alejandro Fernández) - Maycon Ananias e Cassyano Correr — "Extranjero" (María Gadú) - Ricardo Arjona — "Fuiste Tú" (Ricardo Arjona feat. Gaby Moreno) - Amaury Gutiérrez e Gian Marco — "Invisible" (Gian Marco) - Alejandro Sanz — "No Me Compares" (Sanz) |
| 2013 | Andrés Castro Carlos Vives                                                                      | "Volví a Nacer"                         | Carlos Vives                                                   | - Roberto Carlos — "Esse Cara Sou Eu" (Carlos) - José Luis Pardo — "La Que Me Gusta" (Los Amigos Invisibles) - Mario Domm, Hanna Huerta, e Jesse & Joy — "Llorar" (Jesse & Joy feat. Domm) - Amaury Gutiérrez — "Lo Mejor Que Hay En Mi Vida" (Andrés Cepeda) - Alejandro Sanz — "Mi Marciana" (Sanz) - Ricardo Arjona — "Mi Novia Se Me Está Poniendo Vieja" (Arjona) - Jorge Luis Piloto — "Si Yo Fuera Tú" (Gilberto Santa Rosa) - Aleks Syntek — "Sólo El Amor Nos Salvará" (Syntek featuring Malú) - Caetano Veloso — "Um Abraçaço" (Veloso) |
| 2014 | Descemer Bueno Gente De Zona Enrique Iglesias                                                   | "Bailando"                              | Enrique Iglesias feat. Descemer Bueno & Gente De Zona          | - Caetano Veloso — "A Bossa Nova É Foda" - Yoel Henríquez e Julio Reyes Copello — "Cambio de Piel" (Marc Anthony) - Manu Moreno & Aleks Syntek — "Corazones Invencibles" - Andrés Castro & Carlos Vives — "Cuando Nos Volvamos a Encontrar" (Carlos Vives feat. Marc Anthony) - Andrés Castro, Guianko Gómez, Juan Riveros & Prince Royce — "Darte un Beso" (Prince Royce) - Mario Domm, Lauren Evans & Mónica Vélez — "Decidiste Dejarme" (Camila) - Jesse & Joy — "Mi Tesoro" - Calle 13 & Silvio Rodríguez — "Ojos Color Sol" - Jorge Drexler & Ana Tijoux — "Universos Paralelos" |
| 2015 | Leonel García Natalia Lafourcade                                                                | "Hasta la Raíz"                         | Natalia Lafourcade                                             | - Pedro Capó, Yoel Henríquez, Ricky Martin e Rafael Esparza Ruiz — "Disparo al Corazón" - Julieta Venegas — "Ese Camino" - Beatriz Luengo, Antonio Rayo Gibo, Yotuel Romero e Diego Torres — "Hoy Es Domingo" - Pablo Alborán — "Por Fin" - Claudia Brant e Natalia Jiménez — "Quédate Con Ella" - Leonel García — "¿Recuerdas?" - Alejandro Sanz — "Un Zombie a la Intemperie" - Gian Marco — "Vida de Mi Vida" - Pedro Capó — "Vivo" |
| 2016 | Andrés Castro Shakira Carlos Vives                                                              | "La Bicicleta"*                         | Carlos Vives & Shakira                                         | - Patty Brayden, Ned Claflin e John Finbury — "A Chama Verde" (John Finbury feat. Marcella Camargo) - Manuel Medrano — "Bajo el Agua" (Medrano) - Celso Fonseca — "Céu" (Fonseca) - Enrique Iglesias, Patrick A. Ingunza, Silverlo Lozada, Servando Moriche Primera Mussett, Hasibur Rahman, Francisco Saldana e Wisin — "Duele el Corazón" (Enrique Iglesias feat. Wisin) - Jesse & Joy, Danelle Leverett, Jason Reeves e Rune Westberg — "Ecos de Amor" (Jesse & Joy) - Sin Bandera — "En Ésta No" (Sin Bandera) - Kevin Johansen — "Es Como el Día" (Kevin Johansen + The Nada) - Moska e Fito Páez — "Hermanos" (Fito Páez & Moska) - Flavio Cianciarulo — "La Tormenta" (Los Fabulosos Cadillacs) |
| 2017 | Daddy Yankee, Erika Ender e Luis Fonsi                                                          | "Despacito"*                            | Luis Fonsi feat. Daddy Yankee                                  | - Ricardo Arjona, compositor — "Ella" (Ricardo Arjona) - Descemer Bueno e Melendi, compositores — "Desde Que Estamos Juntos" (Melendi) - Mario Cáceres, Kevin Mauricio Jiménez Londoño, Maluma, Servando Primera, Stiven Rojas e Bryan Snaider Lezcano Chaverra, compositores — "Felices los 4" (Maluma) - Diana Fuentes e Tommy Torres, compositores — "La Fortuna" (Diana Fuentes feat. Tommy Torres) - Nermin Harambasic, Maluma, Ricky Martin, Mauricio Montaner, Ricky Montaner, Lars Pedersen, Carl Ryden, Justin Stein, Ronny Vidar Svendsen e Anne Judith Stokke Wik, compositores — "Vente Pa' Ca" (Ricky Martin feat. Maluma) - Mon Laferte, compositores — "Amárrame" (Mon Laferte feat. Juanes) - Kevin Mauricio Jiménez Londoño, Bryan Snaider Lezcano Chaverra, Joel Antonio López Castro, Maluma e Shakira, compositores — "Chantaje" (Shakira feat. Maluma) - Natalia Lafourcade, compositora — "Tú Sí Sabes Quererme" (Natalia Lafourcade feat. Los Macorinos) - Residente e Jeff Trooko, compositores — "Guerra" (Residente) |
| 2018 | Jorge Drexler                                                                                   | "Telefonía"*                            | Jorge Drexler                                                  | - Manú Jalil e Mon Laferte, compositores — "Antes de Ti" (Mon Laferte) - Monsieur Periné, songwriters — "Bailar Contigo" (Monsieur Periné) - David Aguilar Dorantes e Natalia Lafourcade, compositores — "Danza de Gardenias" (Lafourcade feat. Los Macorinos) - El David Aguilar, compositores — "Embrujo" (El David Aguilar) - Rozalén, compositora — "La Puerta Violeta" (Rozalén) - Antón Alvarez Alfaro, Pablo Diaz-Reixa & Rosalía, compositores — "Malamente" (Rosalía) - Kany García, compositora — "Para Siempre" (Kany García) - Mauricio Rengifo, Andrés Torres, Carlos Vives e Sebastian Yatra, compositores — "Robarte un Beso" (Vives e Yatra) - Fito Páez, compositor — "Tu Vida, Mi Vida" (Fito Páez) |
| 2019 | Pedro Capó, Gabriel Edgar González Pérez e George Noriega                                       | "Calma"                                 | Pedro Capó                                                     | - Rafael Arcaute, Alessia Cara, Camilo Echeverry, Juanes, Mauricio Montaner, Ricardo Montaner e Tainy, compositores "Querer Mejor" (Juanes e Cara) - Rubén Blades, songwriter — "El País" (Blades) - Camila Cabello e Alejandro Sanz, compositores — "Mi Persona Favorita" (Sanz e Cabello) - Fonseca, compositor — "Ven" (Fonseca) - Kany García e Tommy Torres, compositores — "Quédate" (García and Torres) - Juan Luis Guerra, compositor — "Kitipun" (Juan Luis Guerra 4.40) - Tiago Iorc, compositor — "Desconstrução" (Tiago Iorc) - Mauricio Rengifo, Andrés Torres e Sebastián Yatra, compositores — "Un Año" (Yatra feat. Reik) - Alejandro Sanz, compositor — "No Tengo Nada" (Sanz) |
| 2020 | Residente                                                                                       | "René"                                  | Residente                                                      | - Vicente Barco, Edgar Barrera, Maluma & Stiven Rojas, compositores — "ADMV" (Maluma) - Juanes, Mauricio Rengifo, Andrés Torres & Sebastián Yatra, compositores — "Bonita" (Juanes e Sebastián Yatra) - Jorge Drexler, compositor — "Codo con codo" (Jorge Drexler) - Edgar Barrera, Camilo, Jon Leone, Richi López & Juan Morelli, compositores — "El Mismo Aire" (Camilo) - Alejandro Sanz e Carlos Vives, songwriters — "For Sale" (Alejandro Sanz e Carlos Vives) - Alejandro Sanz, compositor — "#ElMundoAfuera (Improvisación)" (Alejandro Sanz) - Kany García, compositores — "Lo que en ti veo" (Kany García e Nahuel Pennisi) - Oscar Hernández e Pablo Preciado, compositores — "Tiburones" (Ricky Martin) - Kevyn Mauricio Cruz Moreno, Karol G, Nicki Minaj e Daniel Oviedo Echavarría, compositores — "Tusa" (Karol G e Nicki Minaj) - Camilo, Jon Leone & Richi López, songwriters — "Tutu" (Camilo e Pedro Capó) |
| 2021 | Descemer Bueno, El Funky, Gente De Zona, Yadam González, Beatriz Luengo, Maykel Osorbo & Yotuel | "Patria y Vida"                         | Yotuel, Gente De Zona, Descemer Bueno, Maykel Osorbo, El Funky | - Paula Arenas & Maria Elisa Ayerbe, compositores – "A Tu Lado" (Paula Arenas) - Diamante Eléctrico, compositor – "A Veces" (Diamante Eléctrico) - J Balvin, Alejandro Borrero, Jhay Cortez, Kevyn Mauricio Cruz Moreno, Derek Drymon, Mark Harrison, Stephen Hillenburg, Alejandro Ramirez, Ivanni Rodríguez, Blaise Smith, Tainy & Juan Camilo Vargas, compositores – "Agua" (Tainy & J Balvin) - Rafa Arcaute, Ricky Martin, Mauricio Rengifo, Andrés Torres & Carlos Vives, compositores – "Canción Bonita" (Carlos Vives & Ricky Martin) - Camilo, David Julca, Jonathan Julca, Yasmil Jesús Marrufo & Ricardo Montaner, compositores – "Dios Así lo Quiso" (Ricardo Montaner & Juan Luis Guerra) - Édgar Barrera, René Cano, Kevyn Cruz, Johan Espinosa, Kevin Jiménez, Miky La Sensa, Bryan Lezcano, Maluma, Andrés Uribe & Juan Camilo Vargas, compositores – "Hawái" (Maluma) - Javier Limón, compositor – "Mi Guitarra" (Javier Limón, Juan Luis Guerra & Nella) - El David Aguilar & Mon Laferte, compositores – "Que Se Sepa Nuestro Amor" (Mon Laferte & Alejandro Fernández) - Pablo Alborán, Nicolás “Na’vi” De La Espriella, Diana Fuentes & Julio Reyes Copello, compositores – "Si Hubieras Querido" (Pablo Alborán) - Rauw Alejandro, José M. Collazo, Luis J. González, Rafael E. Pabón Navedo & Eric Pérez Rovira, compositores – "Todo de Ti" (Rauw Alejandro) - Édgar Barrera & Camilo, compositores – "Vida de Rico" (Camilo)                                                                   |
| 2022 | Jorge Drexler, Pablo Drexler, Víctor Martínez & C. Tangana                                      | "Tocarte"*                              | Jorge Drexler & C. Tangana                                     | - Pedro Capó, Kiko Cibrian, Ricky Martin, Pablo Preciado, Julio Ramirez, Mauricio Rengifo & Andrés Torres, compositores – "A Veces Bien Y A Veces Mal" – (Ricky Martin feat. Reik) - Rauw Alejandro, Emmanuel Anene, David Alberto Macias, Nile Rodgers, Juan Salinas, Oscar Salinas & Daddy Yankee, compositores – "Agua" (Daddy Yankee, Rauw Alejandro & Nile Rodgers) - Mon Laferte, compositora – "Algo es Mejor" (Mon Laferte) - Camilo, Jorge Luis Chacín, Andrés Leal, Martín Velilla & Carlos Vives, compositores – "Baloncito Viejo" (Carlos Vives & Camilo) - Fonseca & Julio Reyes Copello, compositores – "Besos en la Frente" (Fonseca) - Carla Morrison, Juan Alejandro Jimenez Perez & Mario Demian Jimenez Perez, compositores – "Encontrarme" (Carla Morrison) - Larry Gold, Noah Goldstein, Chad Hugo, David Rodríguez, Rosalía, Jacob Sherman, Michael Uzowuru, Pilar Vila Tobella, Dylan Wiggins & Pharrell Williams, compositores – "Hentai" (Rosalía) - Édgar Barrera & Camilo, compositores – "Índigo" – (Camilo & Evaluna Montaner) - Christina Aguilera, Jorge Luis Chacín, Kat Dahlia, Becky G, Yoel Henríquez, Yasmil Marrufo, Nicki Nicole & Nathy Peluso, compositores – "Pa Mis Muchachas" (Christina Aguilera, Becky G, Nicki Nicole feat. Nathy Peluso) - Kevyn Mauricio Cruz Moreno, Carolina Giraldo Navarro & Ovy On The Drums, compositores – "Provenza" (Karol G) - Juan Jo, Manuel Lara, Manuel Lorente, Pablo & Sebastián Yatra, songwriters – "Tacones Rojos" (Sebastián Yatra) |
| 2023 | Santiago Alvarado, Bizarrap, Kevyn Mauricio Cruz & Shakira                                      | "Shakira: Bzrp Music Sessions, Vol. 53" | Bizarrap feat. Shakira                                         | - Kevyn Mauricio Cruz Moreno, L.E.X.U.Z, Luis Fernando Ochoa & Shakira, compositores – "Acróstico" (Shakira) - Pablo Alborán & Maria Becerra, compositores – "Amigos" (Pablo Alborán feat. Maria Becerra) - Natalia Lafourcade, compositora – "De Todas las Flores" (Natalia Lafourcade) - Pedro Julian Tovar Oceguera, compositor – "Ella Baila Sola" (Eslabon Armado & Peso Pluma) - Edgar Barrera, Camilo & Alejandro Sanz, compositores – "NASA" (Camilo & Alejandro Sanz) - Luis Jiménez, Lasso & Agustín Zubillaga, compositores – "Ojos Marrones" (Lasso) - Fonseca, Yadam González & Yoel Henríquez, compositores – "Si Tú Me Quieres" (Fonseca & Juan Luis Guerra) - Kevyn Mauricio Cruz, Karol G, Ovy On The Drums & Shakira, compositores – "TQG" (Karol G feat. Shakira) - Bad Bunny, Edgar Barrera, Marco Daniel Borrero & Andres Jael Correa Rios, compositores – "Un x100to" (Grupo Frontera feat. Bad Bunny) |

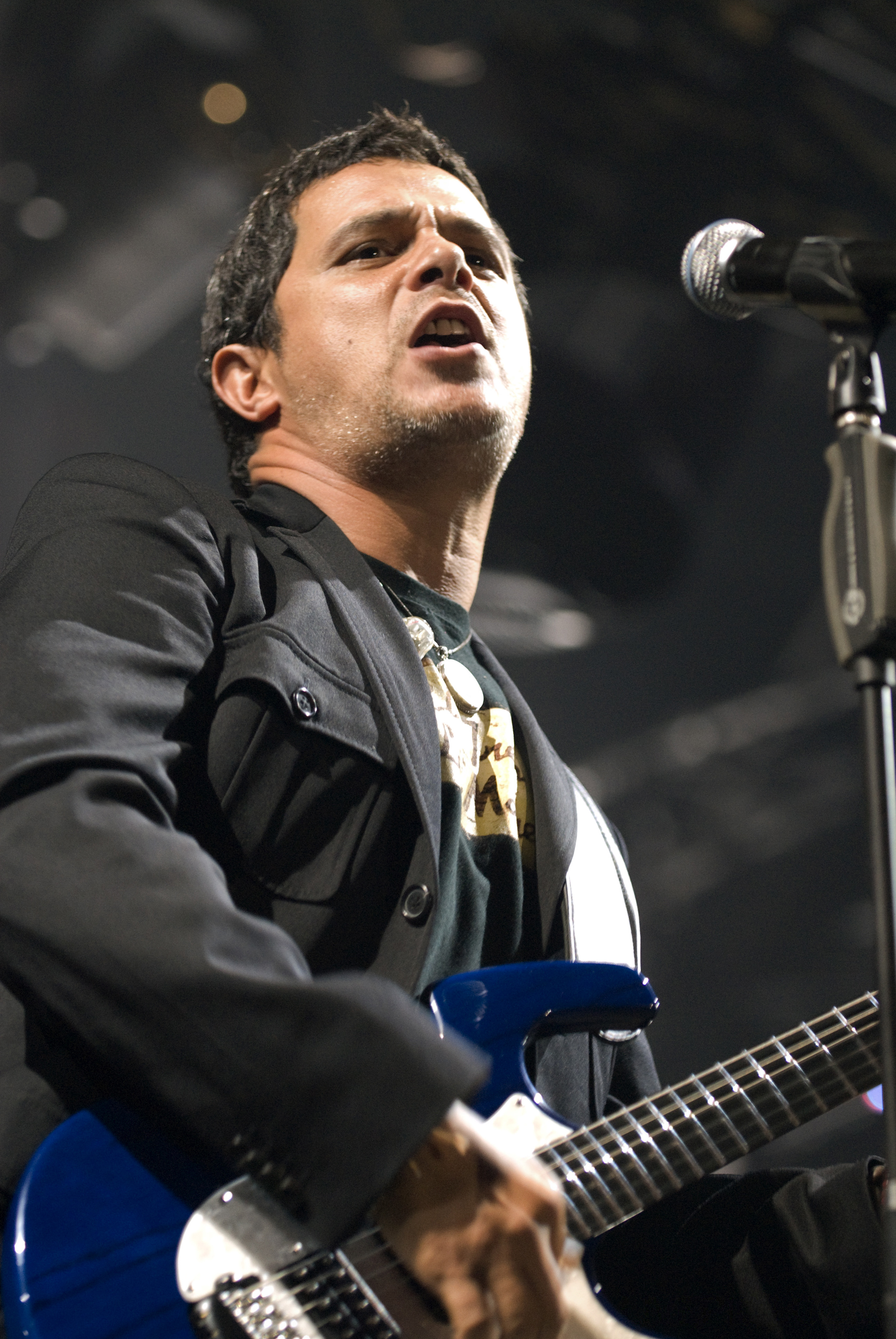
Alejandro Sanz é o artista mais premiado nesta categoria com quatro vitórias.
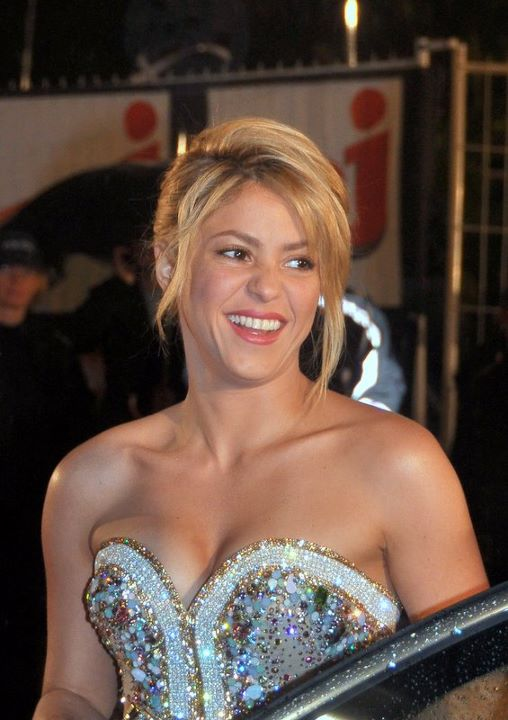
A cantora colombiana Shakira recebeu o prêmio em 2006, 2016 e 2023.
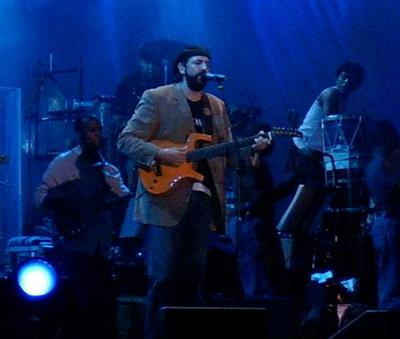
O cantor e compositor dominicano Juan Luis Guerra recebeu o prêmio em 2007 por "La Llave de Mi Corazón".
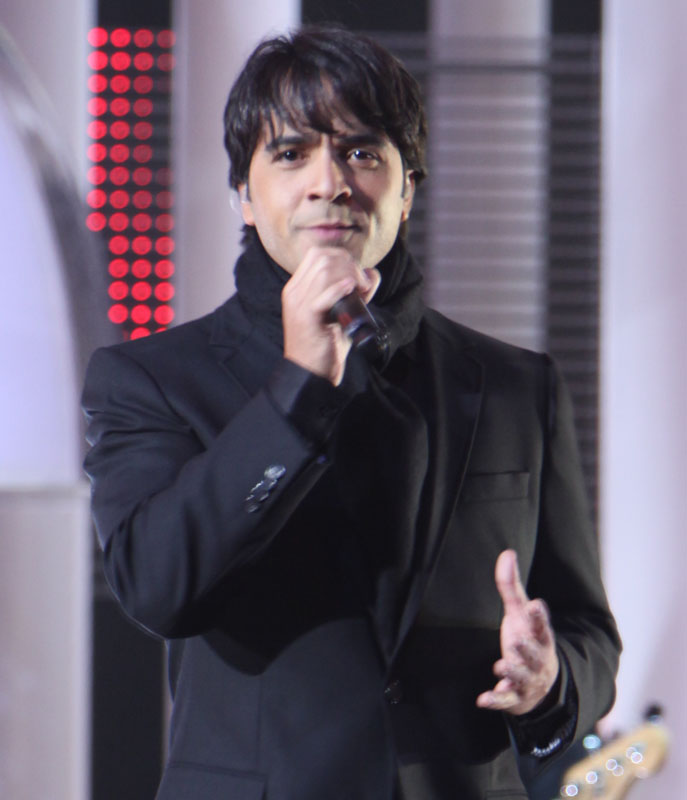
O cantor porto-riquenho Luis Fonsi foi premiado em 2009 pela música "Aquí Estoy Yo".
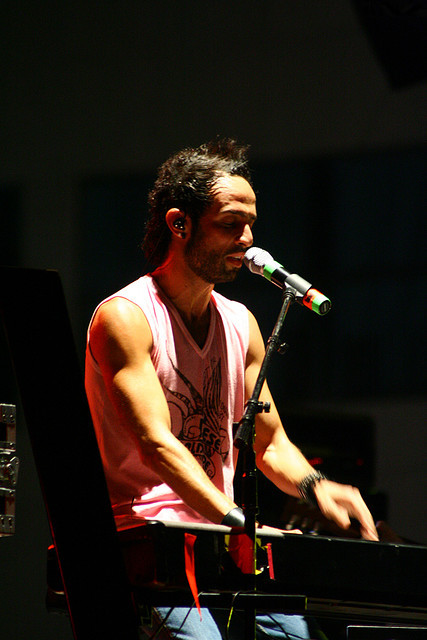
O artista mexicano Mario Domm da banda Camila venceu em 2010 pela música "Mientes".
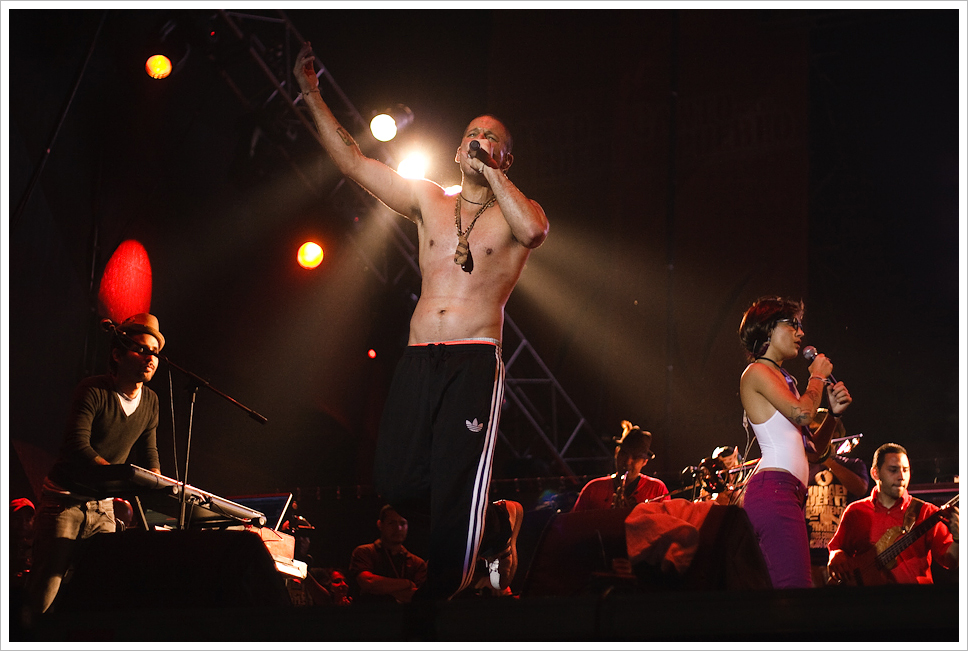
Banda porto-riquenha Calle 13, vencedora de 2011 pela música "Latinoamérica".